# Loukov (district de Kroměříž)
Pour les articles homonymes, voir Loukov.
Loukov (en allemand : Loukow) est une commune du district de Kroměříž, dans la région de Zlín, en République tchèque. Sa population s'élevait à 931 habitants en 2025.

## Géographie
Loukov se trouve à 5 km au nord-est de Bystřice pod Hostýnem, à 28 km au nord-est de Kroměříž, à 23 km au nord de Zlín et à 248 km à l'est-sud-est de Prague.
La commune est limitée par Vítonice et Horní Újezd au nord, par Osíčko à l'est, par Bystřice pod Hostýnem au sud, et par Mrlínek à l'ouest.

## Histoire
La première mention écrite du village date de 1348.

## Administration
La commune se compose de deux quartiers :
- Libosváry
- Loukov

## Transports
Par la route, Loukov se trouve à 5 km de Bystřice pod Hostýnem, à 34 km de Kroměříž, à 34 km de Zlín, à 96 km de Brno et à 302 km de Prague.